# Ferran de Mallorca i Aragó
Ferran de Mallorca i Aragó (Montpeller, vers 1336 - abans de 1342) fou el fill primogènit del rei Jaume III de Mallorca i la seva esposa Constança d'Aragó i Entença. Nascut a la ciutat de Montpeller, morí jove, abans de l'any 1342 i fou enterrat al convent dels Predicadors d'aquesta mateixa ciutat.
És mencionat al Petit Thalamus o Crònica de Montpeller, quan la seva germana, Elisabet de Mallorca, sojornà tres dies a la ciutat l'any 1358 i feu dir una missa per ell.
| «                                     | Item, aquel an meteys, lo jorn de Sant Miquel, l'enfanta de Malhorqua, filha que fonc del rey en Jacme de Malhorqua e boda del rey d’Aragon, intret e Monpelier et estet hi III jorns e fes far cantar a Frayres Menors per sa mayre que jas aqui et a Prezicadors per en Ferrando, son frayre, que es aqui sebelit, lo qual nasquet en Montpeslier, la qual enfanta anava a marit al marques de Montferrat. | » |
| — A.M. , Montpellier AA9, Fol. 101 vº | |   |

## Aliança amb Anglaterra
El 18 de novembre de 1340, en el context de la Guerra dels Cent Anys, el rei de Mallorca i el rei d'Anglaterra, Eduard III, establien una aliança contra el rei de França. En virtut d'aquest pacte, ambdós sobirans acordaven el matrimoni del fill primogènit de Jaume III, Ferran, amb una filla d'Eduard. El matrimoni no s'arribà a portar a terme, possiblement a causa de la mort prematura de Ferran.